# М'ястківська волость
М'ястківська волость — історична адміністративно-територіальна одиниця Ольгопільського повіту Подольської губернії.
Станом на 1885 рік складалася з 10 поселень, 10 сільських громад. Населення 16040 — осіб (7817  чоловічої статі та 8223 — жіночої), 2300 дворових господарств.
|                     | Площа, десятин | У тому числі орної, дес. |
| ------------------- | -------------- | ------------------------ |
| Сільських громад    | 12485          | 10362                    |
| Приватної власності | 23301          | 12012                    |
| Іншої власності     | 544            | 452                      |
| Загалом             | 36330          | 22826                    |

Найбільші поселення волості станом на 1885:
- М'ястківка — колишнє власницьке містечко при річці Марківка за 55 верст від повітового міста, 4161 мешканець, 635 дворів, 2 православні церкви, костел, синагога, 4 постоялих двори, 4 постоялі будинки, лавка, базари через 2 тижні, 3 водяних млини, пивоварний та винокурний заводи.
- Волоська Вербка — колишнє державне та власницьке село при річці Марківка, 1147 мешканців, 304 двори, православна церква, постоялий двір, 2 водяних млини.
- Висока Гребля — колишнє державне та власницьке село при річці Марківка, 559 мешканців, 88 дворів, постоялий двір, водяний млин.
- Гарячківка — колишнє власницьке село, 2592 мешканці, 491 двір, 2 православні церкви, 2 постоялих двори.
- Джугастра — колишнє власницьке село при річці Марківка, 1519 мешканців, 254 двори, православна церква, 2 постоялих двори, 2 постоялих будинки, водяний млин, винокурний завод.
- Леонівка — колишнє власницьке село при річці Ташлик, 604 мешканці, 128 дворів, водяний млин.
- Вільшанка — колишнє власницьке село при річці Вільшанка, 1758 мешканців, 304 двори, православна церква, постоялий двір, поштова станція, постоялий будинок, 2 водяних млини.
- Хрестище — колишнє власницьке село при річках Окнині та Хрестищі, 1296 мешканців, 227 дворів, православна церква, постоялий будинок.